# William Travilla

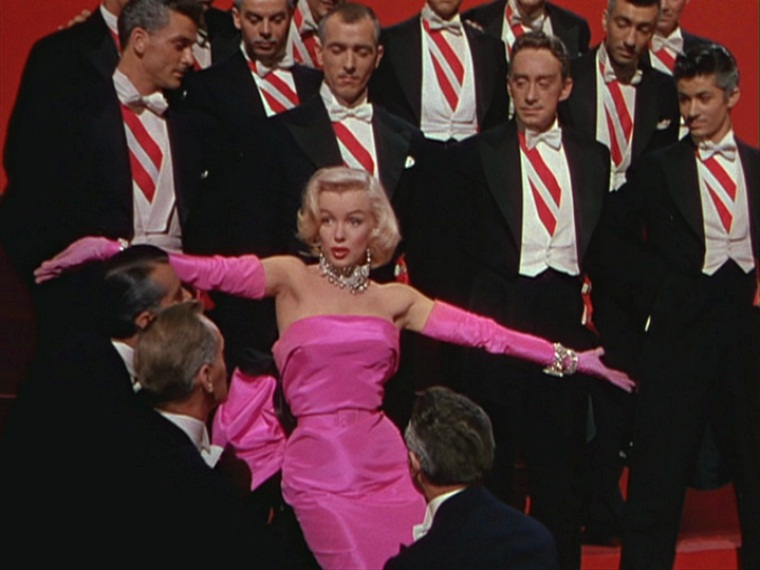
Robe de Marilyn Monroe pour Les hommes préfèrent les blondes (1953).

William « Billy » Travilla, plus connu comme Travilla, est un costumier américain né le 22 mars 1920 à Los Angeles et mort le 2 novembre 1990 dans la même ville.
Il travailla pour la télévision et le cinéma, participant à une centaine de films américains, entre 1941 et 1980. 

## Biographie
Travilla est plus particulièrement connu pour avoir conçu les costumes de l'actrice Marilyn Monroe sur huit de ses films, dont la robe blanche soulevée sur la bouche de métro dans la scène devenue mythique de Sept Ans de réflexion (1955). 
Il réalise également des costumes pour des séries télévisées et des téléfilms, en 1960 puis de 1979 à 1986.
Durant sa carrière, il gagne un Oscar de la meilleure création de costumes ainsi que deux Emmy Awards. Il est nommé trois fois lors de remises de prix. 
Il meurt le 2 novembre 1990 à Los Angeles. Il était veuf de l'actrice américaine Dona Drake (1914-1989), qu'il avait épousée en 1944. 

## Filmographie partielle
- 1941 : Fiesta (en) de LeRoy Prinz
- 1943 : Les Desperados (The Desperadoes) de Charles Vidor
- 1943 : La Loi du Far West (The Woman of the Town) de George Archainbaud
- 1946 : Nuit et Jour (Night and Day) de Michael Curtiz
- 1946 : La Bête aux cinq doigts (The Beast with Five Fingers) de Robert Florey
- 1947 : L'Infidèle (The Unfaithful) de Vincent Sherman
- 1947 : Rose d'Irlande (My Wild Irish Rose) de David Butler
- 1947 : L'Amant sans visage (Nora Prentiss) de Vincent Sherman
- 1947 : Le Loup des sept collines (Cry Wolf) de Peter Godfrey
- 1948 : Ce bon vieux Sam (Good Sam) de Leo McCarey
- 1948 : La Rivière d'argent (Silver River) d'Howard Hawks
- 1948 : Les Aventures de don Juan (Adventures of Don Juan) de Vincent Sherman
- 1949 : Boulevard des passions (Flamingo Road) de Michael Curtiz
- 1949 : Le Grand Tourbillon (Look for the Silver Linning) de David Butler
- 1950 : La porte s'ouvre (No Way Out) de Joseph L. Mankiewicz
- 1950 : La Cible humaine (The Gunfighter) d'Henry King
- 1950 : La Bonne Combine (Mister 880) d'Edmund Goulding
- 1950 : Panique dans la rue (Panic in the Streets) d'Elia Kazan
- 1951 : L'Oiseau de paradis (Bird of Paradise) de Delmer Daves
- 1951 : Sur la Riviera (On the Riviera) de Walter Lang
- 1951 : Le Jour où la Terre s'arrêta (The Day the Earth Stood Still) de Robert Wise
- 1951 : L'Attaque de la malle-poste (Rawhide) d'Henry Hathaway
- 1952 : Troublez-moi ce soir (Don't Bother the Knock) de Roy Ward Baker
- 1952 : Un grand séducteur (Dreamboat) de Claude Binyon
- 1952 : Gosses des bas-fonds (Bloodhounds of Broadway) d'Harmon Jones
- 1952 : Chérie, je me sens rajeunir (Monkey Business) d'Howard Hawks
- 1952 : Viva Zapata ! d'Elia Kazan
- 1952 : The Pride of St. Louis d'Harmon Jones
- 1953 : Les hommes préfèrent les blondes (Gentlemen prefer Blondes) d'Howard Hawks
- 1953 : Comment épouser un millionnaire (How to marry a Millionaire) de Jean Negulesco
- 1953 : Le Port de la drogue (Pickup on South Street) de Samuel Fuller
- 1954 : La Veuve noire (Black Widow) de Nunnally Johnson
- 1954 : La Joyeuse Parade (There's no Business like Show Business) de Walter Lang
- 1954 : Rivière sans retour (River of no return) d'Otto Preminger
- 1954 : La Princesse du Nil (Princess of the Nile) d'Harmon Jones
- 1954 : Le Jardin du diable (Garden of Evil) d'Henry Hathaway
- 1954 : La Lance brisée (Broken Lance) d'Edward Dmytryk
- 1955 : Sept Ans de réflexion (The Seven Year Itch) de Billy Wilder
- 1955 : La Plume blanche (White Feather) de Robert D. Webb
- 1955 : La Main gauche du Seigneur (The Left Hand of God) d'Edward Dmytryk
- 1955 : Les Implacables (The Tall Men) de Raoul Walsh
- 1955 : Les hommes épousent les brunes (Gentlemen marry Brunettes) de Richard Sale
- 1955 : La Mousson (The Rains of Ranchipur) de Jean Negulesco
- 1956 : Bungalow pour femmes (The Revolt of Mamie Stover) de Raoul Walsh
- 1956 : Le Shérif  (The Proud Ones) de Robert D. Webb
- 1956 : Arrêt d'autobus (Bus Stop) de Joshua Logan
- 1960 : Du haut de la terrasse (From the Terrace) de Mark Robson
- 1963 : Les Loups et l'Agneau (The Stripper) de Franklin J. Schaffner
- 1967 : La Vallée des poupées (Valley of the Dolls) de Mark Robson
- 1968 : L'Étrangleur de Boston (The Boston Strangler) de Richard Fleischer
- 1969 : La Boîte à chat (Daddy's Gone A-Hunting) de Mark Robson
- 1970 : WUSA de Stuart Rosenberg
- 1980 : Cabo Blanco de J. Lee Thompson

## Récompenses et distinctions
- Oscars 1950 : Oscar de la meilleure création de costumes (partagé avec Leah Rhodes et Marjorie Best), catégorie couleur, pour Les Aventures de don Juan (1948).
- Emmy Awards :
  - 1980 : Emmy Award pour « The Scarlett O'Hara War », épisode de la série télévisée Moviola (en).
  - 1985 : Emmy Award pour l'épisode « Le Chant du cygne » (Swan Song, saison 8, épisode 30) de la série télévisée Dallas.